# 石原憲治
石原 憲治（いしはら けんじ、1895年（明治28年）2月28日 - 1984年（昭和59年）7月11日）は、日本の都市計画学者、都市計画家、建築家。工学博士。
日本都市計画学会第五代会長を務めた都市計画学者である一方、民家建築研究家、農民建築研究のパイオニアでもあったが、同時に日本で1920年代に開始された都市美運動の立役者でもあった。さらに旧・東京都立大学工学部建築工学科教授で、1952年に東京都立大学建設工学科ではじめて都市計画の講義をした人物でもある。建築家としては旧東京市建築技師で退職後は石原建築設計事務所を主宰。新興建築家連盟主力メンバー名を連ねる。キリスト教徒で基督教世界平和同盟、愛隣会に属した。

## 経歴
1895年2月に兵庫県で生まれ。1919年（大正8年）東京帝国大学工学部建築学科を卒業後、旧制大学院に進学、農民建築研究を開始。また、同時に、大阪市都市計画部の嘱託となって都市計画の実務と研究にも携わり始めた。
1922年に大学院を修了後、東京市に採用される。東京市時代は帝都復興の都市計画事業や種々の都市施設の設計を担当していた。またその時期日本新興建築家聯盟や都市美協会の活動にも力を注ぐ。さらに東京市山岳部に所属。
一方で、農民建築研究を継続して、1943年（昭和18年）東京帝国大学から工学博士の学位を取得。1941年に住宅営団に移籍。1944年にはバンドン工業大学に赴任した。
終戦後の1949年に新設の東京都立大学建築学科の教授に就任し、1950年には日本民俗建築会を創立、戦前からの農民建築研究の組織的な展開を図る一方平和運動にも力を注ぐ。
1960年に都立大学を退職。その後はセツルメント運動に献身した。
1984年7月に享年 89 歳で逝去。

## 著書
- 日本農民建築 (聚楽社 1934-1943 第1輯～ 第16輯)
- 温室 . 葬祭施設 . 屠場・畜舎 . 塵芥処理場（増田八郎著 . 島田藤著 . 小野二郎, 石原憲治共著 . 志知勇次著 常磐書房 1934 高等建築學, 24 . 建築計畫; 12）
- 都市計画 (新光社 1933)
- 建築計畫 (常磐書房 1933-1935 高等建築學, 18-24)
- 都市建築造型理論への考察 (洪洋社 1929)
- 現代都市の計畫 (洪洋社 1924)
- 全軆の回復 : 文明に贈る (厚生閣 1924)